# I giorni dell'abbandono (romanzo)
I giorni dell'abbandono è un romanzo scritto nel 2002 da Elena Ferrante e finalista al Premio Viareggio. Nel 2005 ne è stato tratto l'omonimo film, diretto da Roberto Faenza.

## Trama
L'intera vicenda si basa sull'improvvisa fine di un matrimonio apparentemente solido e felice. Mario, il marito di Olga (la protagonista del romanzo), senza alcun preavviso, comunica alla moglie di voler porre fine al loro rapporto e, da un giorno all'altro, abbandona il tetto coniugale.
Il motivo di questa separazione si rivela essere Carla, una ragazza ventenne a cui Mario, anni prima, aveva dato ripetizioni di chimica e di cui si era innamorato.
L'improvvisa fine di un matrimonio durato 15 anni rappresenta per Olga l'inizio di una profonda crisi interiore.
La protagonista inizia, così, un duro viaggio introspettivo, basato sull'analisi degli anni trascorsi con il marito, alla ricerca di errori e lacune che avrebbero potuto innescare in lui il desiderio di andarsene. Emerge presto, però, una triste realtà: Mario si è semplicemente innamorato di un'altra donna. Non esistono cause e non esistono rimedi ad un fatto del genere.
Olga, quindi, si abbandona al suo dolore completamente, rischiando di perdere se stessa e la sua vita. Le responsabilità a suo carico si moltiplicano: ci sono i figli a cui badare, una casa da mandare avanti, un cane da accudire. Le azioni più ordinarie, i basilari accorgimenti di madre, cominciano a risultarle estranei e quasi impossibili da portare avanti.
Il suo passato e le sue paure infantili tornano a tormentarla, insieme all'idea che una donna senza amore, senza un uomo, non possa sopravvivere. Una tendenza al cinismo e al turpiloquio comincia ad insinuarsi nella sua mente e nei suoi gesti, quasi come fosse il tacito sfogo di un dolore insopportabile.
Il culmine arriva in un giorno d'agosto. Il figlio di Olga, Gianni, si ammala. La figlia minore, Ilaria, non potendo comprendere lo stato emotivo della madre, si dimostra sempre più pedante, piagnucolosa e a tratti perfida nei confronti della donna. Otto, il cane, comincia a dare segni di una forte sofferenza fisica che lo porterà alla morte. La nuova serratura della porta di casa sembra essersi bloccata. Il telefono non funziona da giorni; Olga non ha modo di chiamare aiuto e in preda ad un forte stato confusionale, si ritrova prigioniera nella sua stessa casa. 
È in questa situazione di forte necessità che capisce di avere i mezzi e la forza per riprendere il controllo di se stessa e della sua vita. 
Aiutata dal vicino di casa, Aldo Carrano, Olga riesce a risolvere ogni problema e da quel giorno inizia a combattere per rimettere insieme i pezzi della sua vita, per ricominciare a prendersi cura dei suoi figli, per allacciare rapporti civili con il suo, ormai, ex-marito, in modo da dividersi equamente i doveri familiari, per dedicarsi nuovamente alla cura personale e ricominciare a star bene, dopo mesi di dolore e instabilità. 
Così, dall'abisso del più grande abbandono e del più grande smarrimento, la protagonista acquisisce forza e consapevolezza di sé, riuscendo finalmente a liberarsi dalla sofferenza.

## Personaggi principali
- Olga: la protagonista e narratrice della vicenda
- Mario: il marito di Olga
- Gianni: il figlio maggiore della coppia
- Ilaria: la figlia minore della coppia
- Aldo Carrano: il musicista vicino di casa di Olga
- Carla: l'amante di Mario
- Gina: la madre di Carla

## Tematiche

### Il tema dell'autodisciplina
Elena Ferrante sottolinea marcatamente la padronanza di sé che i suoi personaggi possiedono e che cercano, con tutte le loro forze, di mantenere, nonostante gli avvenimenti.
Questo desiderio di autocontrollo emerge in modo evidente, fin dall'inizio della vicenda, nella protagonista Olga, nel suo tentativo di liberarsi dal suo accento napoletano e di dimenticare anche l'idioma e i suoi toni più aggressivi. 
Oltre al registro da utilizzare, la donna pone sotto controllo anche la quantità di parole da dire: la protagonista racconta, infatti, il lavoro svolto su se stessa per limitare numericamente le parole, in modo da lasciare che molti concetti trovino la loro totale espressione e realizzazione all'interno della mente, senza far trapelare vocaboli in eccesso.
Ancor più delle parole, Elena Ferrante muove i suoi personaggi verso un rigido controllo del corpo, definito più volte “disobbediente” dalla stessa protagonista del romanzo. Questo perché l'insicurezza e lo smarrimento mentale trovano come prima valvola di sfogo l'irrequietezza dei gesti, alla quale i personaggi cercano di ribellarsi.
L'intento dell'autrice è quello di esaltare l'autodisciplina, liberandola dalla connotazione comune di costrizione o imposizione, dal momento che essa, secondo la scrittrice, altro non è che il mezzo per arrivare alla docilità del corpo e dell'anima, segreto per raggiungere la piena efficienza e realizzazione personale.
Per arrivare alla totale comprensione di questo concetto, però, è necessario seguire il percorso tracciato da Elena Ferrante: inizialmente, in Olga, l'autocontrollo è un'imposizione personale finalizzata al rispetto di certi canoni di buona educazione e al raggiungimento di una perfetta femminilità. La percezione di questo concetto, pertanto, non si dimostra del tutto positiva. 
Successivamente, però, l'autodisciplina diviene il mezzo grazie a cui Olga riesce ad allontanarsi dal sottile confine che la separava dalla follia. 
Si passa quindi da un'iniziale connotazione negativa a quella finale di atto coraggioso, in cui la padronanza di sé si rivela l'arma vincente per fronteggiare le avversità.
Questa è la chiave dell'intera vicenda ed è ciò che racchiude il punto di vista dell'autrice riguardo all'autocontrollo.

### Il significato dello specchio
Nel romanzo gli specchi sono presentati come elementi di fondamentale importanza per la protagonista poiché essi le permettono di acquisire una percezione più profonda della sua persona e la aiutano a combattere la sua crisi interiore.
Spesso, l'immagine speculare si mostra sia amica che nemica, nelle vicende raccontate da Elena Ferrante|Ferrante. Lo specchio può riflettere un volto conosciuto, tratti familiari, vecchie confortanti certezze; esso, però, può anche rimandare l'immagine di un viso sconosciuto, uno sguardo smarrito, la scoperta di solidità perdute. Ne I giorni dell'abbandono, questo fatto viene messo particolarmente in luce poiché è come se lo specchio restituisse alla protagonista Olga non la sua immagine, ma la sua essenza, a volte docile, consueta e abituale, altre totalmente estranea e destabilizzante.
È grazie all'osservazione del suo riflesso che la protagonista recupera parte della forza a lei necessaria per riprendere il controllo della sua persona. La donna, infatti, avvertendo il suo corpo come dismesso e trascurato, sente il bisogno di guardarsi, analizzarsi, truccarsi, nascondersi, per poi struccarsi meticolosamente e ricercare se stessa, liberandosi dalla pesantezza dell'angoscia e del dolore protagonisti di quel periodo della sua vita. È quindi palese l'importanza del ruolo dello specchio nel susseguirsi degli avvenimenti. Tale oggetto si rivela un elemento cruciale all'interno del percorso della protagonista, finalizzato al recupero della sua stabilità psichica.

## Edizioni
- La prima edizione risale all'anno 2002 (Edizioni e/o, Roma, ISBN 978-88-6632-641-0).
- Nel 2012 le Edizioni e/o (Roma, ISBN 978-88-6632-192-7) hanno pubblicato nuovamente, riunendoli in un unico volume, i primi tre romanzi di Elena Ferrante (L'amore molesto, I giorni dell'abbandono, La figlia oscura) creando così Cronache del mal d'amore, una raccolta di tre storie aventi come filo conduttore l'amore logorante, amaro e sofferente che si pone al centro di tutte le vicende.